# NXT Deadline (2023)
NXT Deadline (2023) (stylizowane jako DEADL1NE) – gala wrestlingu wyprodukowana przez federację WWE dla zawodników z brandu NXT. Odbyła się 9 grudnia 2023 w Total Mortgage Arena w Bridgeport w stanie Connecticut. Emisja była przeprowadzana na żywo za pośrednictwem serwisu strumieniowego Peacock w Stanach Zjednoczonych i WWE Network na całym świecie. Była to druga gala w chronologii cyklu NXT Deadline.
Na gali odbyło się siedem walk, w tym jedna w pre-show Kickoff. W walce wieczoru, Ilja Dragunov pokonał Barona Corbina broniąc NXT Championship. Trick Williams wygrał męski Iron Survivor Challenge, zaś żeński Iron Survivor Challenge wygrała Blair Davenport. W innych ważnych walkach, Carmelo Hayes pokonał Lexis Kinga oraz w pierwszej walce w karcie, Dragon Lee z SmackDown pokonał „Dirty” Dominika Mysterio z Raw zdobywając NXT North American Championship. Podczas gali powróciła Cora Jade, która miała przerwę od sierpnia 2023 roku.

## Produkcja i rywalizacje
NXT Deadline oferowało walki profesjonalnego wrestlingu z udziałem wrestlerów należących do brandu NXT. Wyreżyserowane rywalizacje (storyline’y) były kreowane podczas cotygodniowych gal WWE NXT. heele (negatywni, źli zawodnicy i najczęściej wrogowie publiki) i face’owie (pozytywni, dobrzy i najczęściej ulubieńcy publiki), którzy rywalizują pomiędzy sobą w seriach walk mających budować napięcie. Kulminacją rywalizacji jest walka wrestlerska lub ich seria. Inauguracyjny Deadline zadebiutował w WWE typem walki Iron Survivor Challenge zarówno dla mężczyzn, jak i kobiet, który jest pojedynkiem wieloosobowym, w którym wrestler próbuje zdobyć jak najwięcej punktów przed upływem czasu, aby zdobyć przyszłą walkę o odpowiednio, mistrzostwo NXT oraz mistrzostwo kobiet NXT.

### Iron Survivor Challenge mężczyzn
Walki kwalifikacyjne do męskiego Iron Survivor Challenge’u rozpoczęły się 7 listopada na odcinku NXT. Dijak zakwalifikował się pokonując Tylera Bate’a. W następnym tygodniu, Trick Williams zakwalifikował się, pokonując Joe Coffeya. Na odcinku z 21 listopada, Josh Briggs zakwalifikował się, pokonując Carmelo Hayesa. W następnym tygodniu, Bron Breakker zakwalifikował się, pokonując Eddy’ego Thorpe’a. 5 grudnia o ostatnim miejscu w męskim Iron Survivor Challenge’u, zdecydował fatal 4-way match ostatniej szansy pomiędzy Batem, Coffeym, Hayesem i Thorpem, który Bate wygrał.

### Iron Survivor Challenge kobiet
Walki kwalifikacyjne do męskiego Iron Survivor Challenge’u także rozpoczęły się 7 listopada na odcinku NXT. Tiffany Stratton zakwalifikowała się pokonując Fallon Henley. W następnym tygodniu, Lash Legend zakwalifikowała się, pokonując Roxanne Perez. Na odcinku z 21 listopada, Blair Davenport zakwalifikowała się, pokonując Theę Hail. W następnym tygodniu, Kelani Jordan zakwalifikowała się, pokonując Kianę James. 5 grudnia o ostatnim miejscu w żeńskim Iron Survivor Challenge’u, zdecydował fatal 4-way match ostatniej szansy pomiędzy Henley, Perez, Hail i James, który Henley wygrała.

### Ilja Dragunov vs. Baron Corbin
Po pomyślnym utrzymaniu tytułu mistrza NXT przeciwko Carmelo Hayesowi podczas drugiej nocy NXT: Halloween Havoc, Corbin zaatakował Dragunova za kulisami i groził mu. 14 listopada na odcinku NXT, Corbin pokonał Wesa Lee, ale po walce Dragunov próbował zaatakować Corbina, ale Corbin uciekł. Następnie Dragunov przyjął wyzwanie Corbina na walkę o mistrzostwo NXT na Deadline.

### „Dirty” Dominik Mysterio vs. Dragon Lee
18 lipca na odcinku NXT, „Dirty” Dominik Mysterio z Raw pokonał Wesa Lee i zdobył mistrzostwo Ameryki Północnej NXT po interwencji jego kolegów ze stajni Judgment Day. Po nieudanej próbie odzyskania tytułu na The Great American Bash, Lee skupił się na mistrzostwie NXT, którego nie udało mu się zdobyć na NXT: Heatwave. 12 września na odcinku NXT, Lee nie został pretendentem numer jeden do mistrzostwa NXT. Później widziano, jak Lee sprzątał swoją szafkę, a zapytany o to Lee powiedział, że wraca do domu i „skończył”. Lee wrócił miesiąc później podczas nocy drugiej NXT: Halloween Havoc i zaatakował Mysterio po jego udanym obronie tytułu przed Nathanem Frazerem. 28 listopada na odcinku NXT, zgodnie z żądaniem Mysterio tydzień wcześniej, Lee pokonał trzech byłych mistrzów Ameryki Północnej NXT: Cameron Grimesa, Bronsona Reeda i Johnny’ego Gargano w fatal 4-way matchu, aby zdobyć walkę o tytuł przeciwko Mysterio na Deadline. Jednak w następnym tygodniu Lee ogłosił, że doznał prawdziwej kontuzji pleców i nie został dopuszczony do walki medycznie. Następnie ujawniono, że Dragon Lee ze SmackDown będzie zastępcą Mysterio w walce o tytuł na Deadline.

### Roxanne Perez vs. Kiana James
Na pierwszej nocy NXT: Halloween Havoc, Roxanne Perez pokonała Kianę James w Devil’s Playground matchu. Dwa tygodnie później, James zgodziła się z Tiffany Stratton, że Perez nie powinna brać udziału w Iron Survivor Challenge’u. W następnym tygodniu, James kosztowała Perez jej walkę kwalifikacyjną, zaś dwa tygodnie później, Perez kosztowała James jej walkę. Na odcinku z 5 grudnia, Ava ogłosiła, że James i Perez zmierzą się ze sobą w Steel Cage matchu na Deadline.

### Axiom vs. Nathan Frazer
5 grudnia na odcinku NXT, walka Axioma i Nathana Frazera została przerwana przez uczestniczki kobiecego Iron Survivor Challenge’u, co spowodowało, że walka zakończyła się bez rezultatu. Rewanż pomiędzy Axiomem i Frazerem został później zaplanowany w ramach pre-show Deadline Kickoff.

### Carmelo Hayes vs. Lexis King
17 października na odcinku NXT, Trick Williams został dodany do triple threat matchu, co uczyniło go fatal 4-way matchem mającym na celu zdobycie walki o mistrzostwo NXT na NXT: Halloween Havoc. To ogłoszenie spowodowało rozłam między Williamsem a wieloletnim przyjacielem Carmelo Hayesem. Przed rozpoczęciem walki, Williams został zaatakowany za kulisami przez nieznanego napastnika i musiał zostać zabrany do szpitala. Później tej nocy, Hayes wygrał walkę. Dwa tygodnie później, podczas drugiej nocy NXT: Halloween Havoc, Hayesowi nie udało się odzyskać tytułu od Ilji Dragunowa po tym, jak jego uwagę odwrócił powracający Williams. W następnym tygodniu, Williams skonfrontował się z Hayesem i zapytał, czy to on go zaatakował, zanim przerwał mu Lexis King. Williams próbował zaatakować Kinga, ale zamiast tego przypadkowo uderzył Hayesa. Dwa tygodnie później, King kosztował Hayesa jego walkę kwalifikacyjną do Iron Survivor Challenge’u. 5 grudnia na odcinku NXT, Hayes wyzwał Kinga na walkę na Deadline, która została ogłoszona.

## Wyniki walk
| Nr                                                                   | Wyniki | Stypulacje                                                                                         | Czas  |
| -------------------------------------------------------------------- | --- | -------------------------------------------------------------------------------------------------- | ----- |
| 1P                                                                   | Axiom pokonał Nathana Frazera poprzez pinfall                                                             | Singles match                                                                                      | 10:50 |
| 2                                                                    | Dragon Lee (z Reyem Mysterio) pokonał „Dirty” Dominika Mysterio (c) poprzez pinfall                       | Singles match o NXT North American Championship                                                    | 10:33 |
| 3                                                                    | Blair Davenport (3) pokonała Tiffany Stratton (1), Lash Legend (2), Kelani Jordan (0) i Fallon Henley (1) | Żeński Iron Survivor Challenge o miano pretendentki do NXT Women’s Championship na New Year’s Evil | 25:00 |
| 4                                                                    | Carmelo Hayes pokonał Lexis Kinga poprzez pinfall                                                         | Singles match                                                                                      | 11:12 |
| 5                                                                    | Trick Williams (4) pokonał Dijaka (3), Josha Briggsa (2), Brona Breakkera (3) i Tylera Bate’a (3)         | Męski Iron Survivor Challenge o miano pretendenta do NXT Championship na New Year’s Evil           | 25:00 |
| 6                                                                    | Kiana James pokonała Roxanne Perez poprzez pinfall                                                        | Steel Cage match                                                                                   | 11:27 |
| 7                                                                    | Ilja Dragunov (c) pokonał Barona Corbina poprzez pinfall                                                  | Singles match o NXT Championship                                                                   | 20:55 |
| (c) – mistrz/mistrzyni przed walkąP – walka miała miejsce w pre-show | | |       |

### Statystyki żeńskiego Iron Survivor Challenge’u
- Kolejność wejścia: Fallon Henley, Blair Davenport, Tiffany Stratton, Kelani Jordan i Lash Legend

| Wynik        | Zdobywczyni punktu | Wrestlerka przypięta lub poddana | Metoda  | Notki                                                    | Czas  |
| ------------ | ------------------ | -------------------------------- | ------- | -------------------------------------------------------- | ----- |
| 1–0–0–0–0    | Blair Davenport    | Fallon Henley                    | Pinfall | Przypięta po otrzymaniu Alabama Slam od Stratton         | 9:45  |
| 1–1–0–0–0    | Fallon Henley      | Tiffany Stratton                 | Pinfall | Przypięta po otrzymaniu Shining Wizard                   | 12:11 |
| 1–1–0–2–0    | Lash Legend        | Tiffany Stratton                 | Pinfall | Przypięta po otrzymaniu chokeslam                        | 16:13 |
| 1–1–0–2–0    | Lash Legend        | Fallon Henley                    | Pinfall | Przypięta po otrzymaniu powerbomb                        | 16:13 |
| 2–1–0–2–0    | Blair Davenport    | Kelani Jordan                    | Pinfall | Przypięta po otrzymaniu diving double foot stomp w plecy | 20:15 |
| 2–1–0–2–1    | Tiffany Stratton   | Lash Legend                      | Pinfall | Przypięta po otrzymaniu Prettiest Moonsault Ever         | 23:10 |
| 3–1–0–2–1    | Blair Davenport    | Fallon Henley                    | Pinfall | Przypięta po otrzymaniu knee strike                      | 24:43 |
| Zwyciężczyni | Blair Davenport    | —                                | —       | —                                                        | 25:00 |

### Statystyki męskiego Iron Survivor Challenge’u
- Kolejność wejścia: Dijak, Josh Briggs, Tyler Bate, Trick Williams i Bron Breakker

| Wynik     | Zdobywca punktu | Wrestler przypięty lub poddany | Metoda  | Notki                                                                   | Czas  |
| --------- | --------------- | ------------------------------ | ------- | ----------------------------------------------------------------------- | ----- |
| 0–1–0–0–0 | Dijak           | Josh Briggs                    | Pinfall | Przypięty po otrzymaniu Feast Your Eyes                                 | 5:00  |
| 0–1–1–0–0 | Josh Briggs     | Dijak                          | Pinfall | Przypięty po otrzymaniu lariat                                          | 7:02  |
| 0–1–1–0–1 | Tyler Bate      | Dijak                          | Pinfall | Przypięty ruchem schoolboy                                              | 9:02  |
| 0–1–1–0–2 | Tyler Bate      | Trick Williams                 | Pinfall | Przypięty po otrzymaniu Tyler Driver '97                                | 13:55 |
| 1–1–1–0–2 | Bron Breakker   | Josh Briggs                    | Pinfall | Przypięty po otrzymaniu spear                                           | 15:15 |
| 2–1–1–0–2 | Bron Breakker   | Tyler Bate                     | Pinfall | Przypięty po otrzymaniu spear                                           | 15:24 |
| 3–1–1–0–2 | Bron Breakker   | Dijak                          | Pinfall | Przypięty po otrzymaniu spear                                           | 15:34 |
| 3–2–1–0–2 | Dijak           | Trick Williams                 | Pinfall | Przypięty po otrzymaniu spinning big boot                               | 17:54 |
| 3–2–1–0–3 | Tyler Bate      | Dijak                          | Pinfall | Przypięty po otrzymaniu Frankensteiner od Breakkera w sit-out powerbomb | 18:28 |
| 3–3–2–0–3 | Dijak           | Trick Williams                 | Pinfall | Przypięty po otrzymaniu diving moonsault                                | 21:08 |
| 3–3–2–0–3 | Josh Briggs     | Bron Breakker                  | Pinfall | Przypięty po otrzymaniu diving moonsault                                | 21:08 |
| 3–3–2–1–3 | Trick Williams  | Josh Briggs                    | Pinfall | Przypięty ruchem schoolboy                                              | 23:46 |
| 3–3–2–2–3 | Trick Williams  | Dijak                          | Pinfall | Przypięty ruchem schoolboy                                              | 24:27 |
| 3–3–2–3–3 | Trick Williams  | Tyler Bate                     | Pinfall | Przypięty ruchem jackknife hold                                         | 24:40 |
| 3–3–2–4–3 | Trick Williams  | Bron Breakker                  | Pinfall | Przypięty po otrzymaniu running single leg high knee                    | 24:56 |
| Zwycięzca | Trick Williams  | —                              | —       | —                                                                       | 25:00 |